# 王鸬鹚
王鸬鹚（？—996年），宋朝四川人，参加李顺起义。
淳化五年（994年）五月初六，宋朝官军攻克李顺占据的成都。据称城破时，李顺被杀害。部将张余突围，在嘉州等川东、川南地区继续战斗。至道元年（995年）二月，张余在嘉州兵败被杀。
至道二年（996年）五月，王鸬鹚在邛蜀称邛南王，攻打邛州（今四川邛崃市）、蜀州（今四川崇州），宋太宗以石普为西川都提举捉贼使，免除蜀地租税，石普镇压王鸬鹚起义军，王鸬鹚不久军败身死。